# Сигнал-Хилл (Ньюфаундленд)
Сигнал-Хилл (англ. Signal Hill) — холм возле города Сент-Джонс на острове Ньюфаундленд, Канада.
Название получил благодаря сигнальному флагштоку, размещавшемуся на холме. Благодаря своему стратегическому положению возле гавани Сент-Джонса фортификационные сооружения и сигнальный флагшток появились на холме с середины XVII века.

## История
Финальная битва Семилетней войны на Северо-американском театре военных действий состоялась при Сигнал-Хилл. В результате битвы французы сдались англичанам под командованием Уильяма Амхерста. Тогда же Амхерст принял решение переименовать холм, известный ранее под названием «The Lookout», в «Signal Hill». Сигнальный флагшток функционировал на холме вплоть до 1960 года.
В XVIII веке на Сигнал-Хилл было решено основать форт св. Иоанна. В XIX веке, во время Наполеоновских войн и Гражданской войны в США форт был полностью укомплектован.
В 1898 году на Сигнал-Хилл в ознаменование 60-летнего правления королевы Виктории и в честь 400-летия открытия Ньюфаундленда Джоном Каботом начато строительство башни. Кэбот Тауэр был построен к 1900 году.

## Туризм
В настоящее время Сигнал-Хилл является Национальным историческим местом Канады. Из-за сильного ветра зимой (может достигать 30 м/с) посещать Сигнал-Хилл лучше летом.
Летом в некоторые дни проводится историческая реконструкция, участники в форме образца 1795 года Королевского Ньюфаундлендского полка проводят построение и импровизированную стрельбу из мушкетов.
Также на Сигнал-Хилл можно увидеть остатки форта св. Иоанна с установленными пушками.